# Ixora minor
Ixora minor är en måreväxtart som först beskrevs av Theodoric Valeton, och fick sitt nu gällande namn av Arnaud Mouly och Birgitta Bremer. Ixora minor ingår i släktet Ixora och familjen måreväxter. Inga underarter finns listade i Catalogue of Life.